# Fontaine-la-Soret
Fontaine-la-Soret è un ex comune francese di 412 abitanti situato nel dipartimento dell'Eure nella regione della Normandia. Il 1º gennaio 2017 è stato accorpato ai comuni di Carsix, di Nassandres e di Perriers-la-Campagne per formare il comune di nuova costituzione di Nassandres sur Risle.

## Società

### Evoluzione demografica
Abitanti censiti